# حبيل شمس (المسيمير)

تعديل مصدري - تعديل

حبيل شمس هي إحدى قرى عزلة المسيمير بمديرية المسيمير التابعة لمحافظة لحج، بلغ تعداد سكانها 44 نسمة حسب تعداد اليمن لعام 2004.